# 依泮洛尔
依泮洛尔（INN：epanolol）是一种由帝国化学工业研发的β受体阻滞剂，化学式为C20H23N3O4，它可由4-苄氧基苯乙酸甲酯、乙二胺和2-氰基苯酚为原料分步反应制得。